# Finnország a 2008. évi nyári olimpiai játékokon
Finnország a kínai Pekingben megrendezett 2008. évi nyári olimpiai játékok egyik részt vevő nemzete volt. Az országot az olimpián 14 sportágban 58 sportoló képviselte, akik összesen 4 érmet szereztek.

## Érmesek
| Érem  | Versenyző                 | Sportág       | Versenyszám                  |
| ----- | ------------------------- | ------------- | ---------------------------- |
| Arany | Satu Mäkelä-Nummela       | Sportlövészet | Női trap                     |
| Ezüst | Minna Nieminen Sanna Stén | Evezés        | Női könnyűsúlyú kétpárevezős |
| Bronz | Tero Pitkämäki            | Atlétika      | Férfi gerelyhajítás          |
| Bronz | Henri Häkkinen            | Sportlövészet | Férfi légpuska               |

## Atlétika
Férfi
| Visa Hongisto   | 200 m           | 20,62   | 4. | 14. | 20,76   | 6.      | 25.     | kiesett | kiesett | kiesett | kiesett | kiesett | kiesett | kiesett | kiesett |
| Mikko Lahtio    | 800 m           | 1:47,20 | 8. | 27. | kiesett | kiesett | kiesett | kiesett | kiesett | kiesett | kiesett | kiesett | kiesett |         |         |
| Antti Kempas    | 50 km gyaloglás |         |    |     |         |         |         |         |         |         | 3:55:19 | 20.     |         |         |         |
| Jarkko Kinnunen | 50 km gyaloglás |         |    |     |         |         |         |         |         |         | 3:52:25 | 15.     |         |         |         |
| Janne Holmén    | Maraton         |         |    |     |         |         |         |         |         |         | 2:14:44 | 19.     |         |         |         |
| Francis Kirwa   | Maraton         |         |    |     |         |         |         |         |         |         | 2:14:22 | 17.     |         |         |         |

| Versenyző              | Versenyszám   | Selejtező                | Selejtező                | Döntő    | Döntő    |
| Versenyző              | Versenyszám   | Eredmény                 | Helyezés                 | Eredmény | Helyezés |
| ---------------------- | ------------- | ------------------------ | ------------------------ | -------- | -------- |
| Tommi Evilä            | Távolugrás    | 788 cm                   | 17.*                     | kiesett  | kiesett  |
| Mikko Latvala          | Rúdugrás      | 545 cm                   | 22.*                     | kiesett  | kiesett  |
| Robert Häggblom        | Súlylökés     | érvényes kísérlet nélkül | érvényes kísérlet nélkül | kiesett  | kiesett  |
| Frantz Kruger          | Diszkoszvetés | 62,48 m                  | 12.                      | 61,98 m  | 11.      |
| Olli-Pekka Karjalainen | Kalapácsvetés | 77,07 m                  | 8.                       | 79,59 m  | 6.       |
| Tero Järvenpää         | Gerelyhajítás | 82,34 m                  | 4.                       | 83,95 m  | 4.       |
| Tero Pitkämäki         | Gerelyhajítás | 82,61 m                  | 3.                       | 86,16 m  |          |
| Teemu Wirkkala         | Gerelyhajítás | 79,79 m                  | 10.                      | 83,46 m  | 5.       |

| Versenyző     | Versenyszám | 100 m | 100 m | Távolugrás | Távolugrás | Súlylökés | Súlylökés | Magasugrás | Magasugrás | 400 m | 400 m | 110 m gát | 110 m gát | Diszkoszvetés | Diszkoszvetés | Rúdugrás                 | Rúdugrás                 | Gerelyhajítás | Gerelyhajítás | 1500 m  | 1500 m | Végeredmény | Végeredmény |
| Versenyző     | Versenyszám | Idő   | Pont  | Eredmény   | Pont       | Eredmény  | Pont      | Eredmény   | Pont       | Idő   | Pont  | Idő       | Pont      | Eredmény      | Pont          | Eredmény                 | Pont                     | Eredmény      | Pont          | Idő     | Pont   | Pont        | Helyezés    |
| ------------- | ----------- | ----- | ----- | ---------- | ---------- | --------- | --------- | ---------- | ---------- | ----- | ----- | --------- | --------- | ------------- | ------------- | ------------------------ | ------------------------ | ------------- | ------------- | ------- | ------ | ----------- | ----------- |
| Mikko Halvari | Tízpróba    | 11,18 | 821   | 688 cm     | 785        | 13,72 m   | 711       | 193 cm     | 740        | 50,60 | 787   | 16,25     | 705       | 47,71 m       | 823           | érvényes kísérlet nélkül | érvényes kísérlet nélkül | 55,11 m       | 665           | 5:20,26 | 449    | 6486        | 26.         |

Női
| Versenyző       | Versenyszám   | Selejtező | Selejtező | Döntő    | Döntő    |
| Versenyző       | Versenyszám   | Eredmény  | Helyezés  | Eredmény | Helyezés |
| --------------- | ------------- | --------- | --------- | -------- | -------- |
| Vanessa Vandy   | Rúdugrás      | 400 cm    | 32.*      | kiesett  | kiesett  |
| Merja Korpela   | Kalapácsvetés | 66,29 m   | 30.       | kiesett  | kiesett  |
| Mikaela Ingberg | Gerelyhajítás | 58,82 m   | 17.       | kiesett  | kiesett  |

| Versenyző  | Versenyszám | 100 m gát | 100 m gát | Magasugrás | Magasugrás | Súlylökés | Súlylökés | 200 m | 200 m | Távolugrás | Távolugrás | Gerelyhajítás | Gerelyhajítás | 800 m   | 800 m | Végeredmény | Végeredmény |
| Versenyző  | Versenyszám | Idő       | Pont      | Eredmény   | Pont       | Eredmény  | Pont      | Idő   | Pont  | Eredmény   | Pont       | Eredmény      | Pont          | Idő     | Pont  | Pont        | Helyezés    |
| ---------- | ----------- | --------- | --------- | ---------- | ---------- | --------- | --------- | ----- | ----- | ---------- | ---------- | ------------- | ------------- | ------- | ----- | ----------- | ----------- |
| Niina Kelo | Hétpróba    | 13,95     | 985       | 165 cm     | 795        | 14,82 m   | 849       | 25,90 | 806   | 576 cm     | 777        | 51,48 m       | 889           | 2:20,97 | 810   | 5911        | 23.         |

* - egy másik versenyzővel azonos eredményt ért el

## Birkózás

### Férfi
Kötöttfogású
| Versenyző         | Versenyszám | Selejtező         | Nyolcaddöntő                         | Negyeddöntő       | Elődöntő          | Vigaszág első kör | Vigaszág elődöntő | Bronz- mérkőzés   | Döntő             | Helyezés |
| Versenyző         | Versenyszám | Ellenfél Eredmény | Ellenfél Eredmény                    | Ellenfél Eredmény | Ellenfél Eredmény | Ellenfél Eredmény | Ellenfél Eredmény | Ellenfél Eredmény | Ellenfél Eredmény | Helyezés |
| ----------------- | ----------- | ----------------- | ------------------------------------ | ----------------- | ----------------- | ----------------- | ----------------- | ----------------- | ----------------- | -------- |
| Jarkko Ala-Huikku | 60 kg       |                   | Ruszlan Tyumenbajev (KGZ) · 1-3, 0-4 | kiesett           | kiesett           |                   |                   |                   |                   | 18.      |

## Cselgáncs
Női
| Versenyző      | Versenyszám | Selejtező         | Nyolcaddöntő                     | Negyeddöntő       | Elődöntő          | Vigaszág első kör              | Vigaszág negyeddöntő         | Vigaszág elődöntő | Bronz- mérkőzés   | Döntő             | Helyezés |
| Versenyző      | Versenyszám | Ellenfél Eredmény | Ellenfél Eredmény                | Ellenfél Eredmény | Ellenfél Eredmény | Ellenfél Eredmény              | Ellenfél Eredmény            | Ellenfél Eredmény | Ellenfél Eredmény | Ellenfél Eredmény | Helyezés |
| -------------- | ----------- | ----------------- | -------------------------------- | ----------------- | ----------------- | ------------------------------ | ---------------------------- | ----------------- | ----------------- | ----------------- | -------- |
| Nina Koivumäki | Könnyűsúly  |                   | Hszü Jen (CHN) · 0000-0020       |                   |                   | Lila Latrúsz (ALG) · 0001-0000 | Szató Aiko (JPN) · 0000-1011 | kiesett           | kiesett           |                   | 9.       |
| Johanna Ylinen | Váltósúly   |                   | Wang Chin-Fang (TPE) · 0000-1011 | kiesett           | kiesett           |                                |                              |                   |                   |                   | 18.      |

## Evezés
Női
| Versenyző                 | Versenyszám              | Előfutam | Előfutam | Vigaszág | Vigaszág | Elődöntő | Elődöntő | Elődöntő | Döntő | Döntő   | Döntő | Helyezés |
| Versenyző                 | Versenyszám              | Idő      | Hely.    | Idő      | Hely.    | Típus    | Idő      | Hely.    | Típus | Idő     | Hely. | Helyezés |
| ------------------------- | ------------------------ | -------- | -------- | -------- | -------- | -------- | -------- | -------- | ----- | ------- | ----- | -------- |
| Minna Nieminen Sanna Stén | Könnyűsúlyú kétpárevezős | 6:56,61  | 4.       | 7:23,80  | 2.       | A/B      | 7:03,91  | 2.       | A     | 6:56,03 | 2.    |          |

## Íjászat
Férfi
| Versenyző    | Versenyszám | Selejtező | Selejtező | 64-es főtábla                    | 32-es főtábla                        | Nyolcaddöntő      | Negyeddöntő       | Elődöntő          | Döntő             | Helyezés |
| Versenyző    | Versenyszám | Pont      | Kiemelt   | Ellenfél Eredmény                | Ellenfél Eredmény                    | Ellenfél Eredmény | Ellenfél Eredmény | Ellenfél Eredmény | Ellenfél Eredmény | Helyezés |
| ------------ | ----------- | --------- | --------- | -------------------------------- | ------------------------------------ | ----------------- | ----------------- | ----------------- | ----------------- | -------- |
| Matti Hatava | Egyéni      | 619       | 58.       | Simon Terry (GBR) (7.) · 105-104 | Cheng Chu Sian (MAS) (26.) · 103-110 | kiesett           | kiesett           | kiesett           | kiesett           | 30.      |

## Kajak-kenu

### Síkvízi
Férfi
| Versenyző                     | Versenyszám         | Előfutam | Előfutam | Előfutam | Elődöntő | Elődöntő | Elődöntő | Döntő   | Döntő    |
| Versenyző                     | Versenyszám         | Idő      | Hely.    | Össz.    | Idő      | Hely.    | Össz.    | Idő     | Helyezés |
| ----------------------------- | ------------------- | -------- | -------- | -------- | -------- | -------- | -------- | ------- | -------- |
| Mika Hokajärvi Kalle Mikkonen | Kajak kettes 500 m  | 1:33,785 | 7.       | 14.      | 1:34,994 | 8.       | 14.      | kiesett | kiesett  |
| Mika Hokajärvi Kalle Mikkonen | Kajak kettes 1000 m | 3:23,475 | 5.       | 9.       | 3:27,018 | 6.       | 11.      | kiesett | kiesett  |

Női
| Versenyző                           | Versenyszám        | Előfutam | Előfutam | Előfutam | Elődöntő | Elődöntő | Elődöntő | Döntő    | Döntő    |
| Versenyző                           | Versenyszám        | Idő      | Hely.    | Össz.    | Idő      | Hely.    | Össz.    | Idő      | Helyezés |
| ----------------------------------- | ------------------ | -------- | -------- | -------- | -------- | -------- | -------- | -------- | -------- |
| Anne Rikala                         | Kajak egyes 500 m  | 1:54,294 | 7.       | 20.      | 1:54,025 | 4.       | 11.      | kiesett  | kiesett  |
| Anne Rikala Jenni Honkanen-Mikkonen | Kajak kettes 500 m | 1:45,735 | 4.       | 7.       | 1:44,624 | 2.       | 8.       | 1:44,176 | 7.       |

## Lovaglás
Díjlovaglás
| Versenyző     | Ló  | Versenyszám | 1. kör | 1. kör | 2. kör | 2. kör | 3. kör | 3. kör | Végeredmény | Végeredmény |
| Versenyző     | Ló  | Versenyszám | Pont   | Hely.  | Pont   | Hely.  | Pont   | Hely.  | Pont        | Helyezés    |
| ------------- | --- | ----------- | ------ | ------ | ------ | ------ | ------ | ------ | ----------- | ----------- |
| Kyra Kyrklund | Max | Egyéni      | 70,583 | 6.     | 69,720 | 9.     | 74,250 | 8.     | 71,985      | 8.          |

## Műugrás
Férfi
| Versenyző     | Versenyszám    | Selejtező | Selejtező | Elődöntő | Elődöntő | Döntő   | Döntő    |
| Versenyző     | Versenyszám    | Pont      | Helyezés  | Pont     | Helyezés | Pont    | Helyezés |
| ------------- | -------------- | --------- | --------- | -------- | -------- | ------- | -------- |
| Joona Puhakka | Egyéni műugrás | 469,45    | 5.        | 451,95   | 13.      | kiesett | kiesett  |

## Sportlövészet
Férfi
| Versenyző      | Versenyszám           | Selejtező | Selejtező | Döntő   | Döntő    |
| Versenyző      | Versenyszám           | Pont      | Helyezés  | Pont    | Helyezés |
| -------------- | --------------------- | --------- | --------- | ------- | -------- |
| Henri Häkkinen | Légpuska              | 598       | 1.        | 699,4   |          |
| Henri Häkkinen | Sportpuska, fekvő     | 586       | 47.       | kiesett | kiesett  |
| Henri Häkkinen | Sportpuska, összetett | 1161      | 28.       | kiesett | kiesett  |
| Juha Hirvi     | Sportpuska, összetett | 1168      | 12.       | kiesett | kiesett  |
| Juha Hirvi     | Sportpuska, fekvő     | 595       | 5.        | 698,5   | 7.       |
| Kai Jahnsson   | Légpisztoly           | 574       | 29.       | kiesett | kiesett  |
| Kai Jahnsson   | Szabadpisztoly        | 553       | 21.       | kiesett | kiesett  |

Női
| Versenyző           | Versenyszám           | Selejtező | Selejtező | Döntő   | Döntő    |
| Versenyző           | Versenyszám           | Pont      | Helyezés  | Pont    | Helyezés |
| ------------------- | --------------------- | --------- | --------- | ------- | -------- |
| Hanna Etula         | Légpuska              | 394       | 21.       | kiesett | kiesett  |
| Hanna Etula         | Sportpuska, összetett | 577       | 24.       | kiesett | kiesett  |
| Marjo Yli-Kiikka    | Sportpuska, összetett | 579       | 14.       | kiesett | kiesett  |
| Marjo Yli-Kiikka    | Légpuska              | 389       | 38.       | kiesett | kiesett  |
| Mira Nevansuu       | Légpisztoly           | 384       | 8.        | 480,5   | 7.       |
| Marjut Heinonen     | Skeet                 | 61        | 17.       | kiesett | kiesett  |
| Satu Mäkelä-Nummela | Trap                  | 70        | 2.        | 91      |          |

## Súlyemelés
Férfi
| Versenyző   | Versenyszám | Szakítás | Szakítás | Lökés    | Lökés    | Összesen | Helyezés |
| Versenyző   | Versenyszám | Eredmény | Helyezés | Eredmény | Helyezés | Összesen | Helyezés |
| ----------- | ----------- | -------- | -------- | -------- | -------- | -------- | -------- |
| Antti Everi | +105 kg     | 171,0    | 10.      | 195,0    | 11*.     | 366,0    | 11.      |

* - egy másik versenyzővel azonos eredményt ért el

## Tenisz
Férfi
| Versenyző       | Versenyszám | 64-es főtábla                          | 32-es főtábla     | Nyolcaddöntő      | Negyeddöntő       | Elődöntő          | Bronz- mérkőzés   | Döntő             | Helyezés |
| Versenyző       | Versenyszám | Ellenfél Eredmény                      | Ellenfél Eredmény | Ellenfél Eredmény | Ellenfél Eredmény | Ellenfél Eredmény | Ellenfél Eredmény | Ellenfél Eredmény | Helyezés |
| --------------- | ----------- | -------------------------------------- | ----------------- | ----------------- | ----------------- | ----------------- | ----------------- | ----------------- | -------- |
| Jarkko Nieminen | Egyes       | Thomas Johansson (SWE) · 6-4, 4-6, 4-6 | kiesett           | kiesett           | kiesett           | kiesett           | kiesett           | kiesett           | 33.      |

## Tollaslabda
| Versenyző              | Versenyszám | Selejtező                                   | 32-es főtábla                  | Nyolcaddöntő                          | Negyeddöntő       | Elődöntő          | Bronz- mérkőzés   | Döntő             | Helyezés |
| Versenyző              | Versenyszám | Ellenfél Eredmény                           | Ellenfél Eredmény              | Ellenfél Eredmény                     | Ellenfél Eredmény | Ellenfél Eredmény | Ellenfél Eredmény | Ellenfél Eredmény | Helyezés |
| ---------------------- | ----------- | ------------------------------------------- | ------------------------------ | ------------------------------------- | ----------------- | ----------------- | ----------------- | ----------------- | -------- |
| Ville Lång             | Férfi egyes | Vladiszlav Druzscsenko (UKR) · 21-12, 21-19 | Raju Rai (USA) · 21-9, 21-16   | Sony Dwi Kuncoro (INA) · 13-21, 18-21 | kiesett           | kiesett           | kiesett           | kiesett           | 9.       |
| Anu Weckström-Nieminen | Női egyes   |                                             | Huaiwen Xu (GER) · 17-21, 8-21 | kiesett                               | kiesett           | kiesett           | kiesett           | kiesett           | 17.      |

## Úszás
Férfi
| Versenyző      | Versenyszám | Előfutam | Előfutam | Előfutam | Elődöntő | Elődöntő | Elődöntő | Döntő   | Döntő    |
| Versenyző      | Versenyszám | Idő      | Hely.    | Össz.    | Idő      | Hely.    | Össz.    | Idő     | Helyezés |
| -------------- | ----------- | -------- | -------- | -------- | -------- | -------- | -------- | ------- | -------- |
| Matti Rajakylä | 50 m gyors  | 22,48    | 5.       | 29.      | kiesett  | kiesett  | kiesett  | kiesett | kiesett  |
| Matti Rajakylä | 100 m gyors | 49,91    | 5.       | 41.      | kiesett  | kiesett  | kiesett  | kiesett | kiesett  |

Női
| Versenyző           | Versenyszám    | Előfutam | Előfutam | Előfutam | Elődöntő | Elődöntő | Elődöntő | Döntő   | Döntő    |
| Versenyző           | Versenyszám    | Idő      | Hely.    | Össz.    | Idő      | Hely.    | Össz.    | Idő     | Helyezés |
| ------------------- | -------------- | -------- | -------- | -------- | -------- | -------- | -------- | ------- | -------- |
| Hanna-Maria Seppälä | 50 m gyors     | 25,06    | 6.       | 15.      | 25,19    | 8.       | 16.      | kiesett | kiesett  |
| Hanna-Maria Seppälä | 100 m gyors    | 53,60    | 1.       | 1.       | 53,84    | 2.       | 3.       | 53,97   | 4.       |
| Hanna-Maria Seppälä | 100 m hát      | 1:02,39  | 6.       | 30.      | kiesett  | kiesett  | kiesett  | kiesett | kiesett  |
| Noora Laukkanen     | 200 m mell     | 2:38,97  | 2.       | 39.      | kiesett  | kiesett  | kiesett  | kiesett | kiesett  |
| Eva Lehtonen        | 400 m gyors    | 4:20,07  | 3.       | 35.      |          |          |          | kiesett | kiesett  |
| Eva Lehtonen        | 800 m gyors    | 8:53,50  | 3.       | 33.      |          |          |          | kiesett | kiesett  |
| Emilia Pikkarainen  | 200 m pillangó | 1:02,31  | 6.       | 46.      | kiesett  | kiesett  | kiesett  | kiesett | kiesett  |

## Vitorlázás
Férfi
| Versenyző                     | Versenyszám    | Futam | Futam | Futam | Futam | Futam | Futam | Futam | Futam | Futam | Futam | Futam | Pontszám | Helyezés |
| Versenyző                     | Versenyszám    | 1     | 2     | 3     | 4     | 5     | 6     | 7     | 8     | 9     | 10    | É     | Pontszám | Helyezés |
| ----------------------------- | -------------- | ----- | ----- | ----- | ----- | ----- | ----- | ----- | ----- | ----- | ----- | ----- | -------- | -------- |
| Pierre Angelo Collura         | Laser          | 25    | 10    | 18    | 41    | 23    | 25    | 20    | 33    |       |       | -     | 198      | 30.      |
| Heikki Elomaa Niklas Lindgren | 470-es osztály | 28    | 22    | 27    | 30    | 25    | 19    | 14    | 23    | 17    | 21    | -     | 196      | 27.      |

Női
| Versenyző                                   | Versenyszám     | Futam | Futam | Futam | Futam | Futam | Futam | Futam | Futam | Futam | Futam | Futam | Pontszám | Helyezés |
| Versenyző                                   | Versenyszám     | 1     | 2     | 3     | 4     | 5     | 6     | 7     | 8     | 9     | 10    | É     | Pontszám | Helyezés |
| ------------------------------------------- | --------------- | ----- | ----- | ----- | ----- | ----- | ----- | ----- | ----- | ----- | ----- | ----- | -------- | -------- |
| Tuuli Petäjä                                | Szörfvitorlázás | 14    | 11    | 7     | 16    | 16    | 16    | 12    | 16    | 11    | 14    | -     | 117      | 16.      |
| Tuula Tenkanen                              | Laser radial    | 10    | 16    | 25    | 21    | 17    | 20    | 20    | 9     | 15    |       | -     | 128      | 22.      |
| Silja Lehtinen Maria Klemetz Livia Väresmaa | Yngling         | 6     | 6     | 3     | 8     | 10    |       | 15    | 12    |       |       | -     | 60       | 11.      |

Nyílt
| Versenyző    | Versenyszám | Futam | Futam | Futam | Futam | Futam | Futam | Futam | Futam | Futam | Futam | Futam | Futam | Futam | Pontszám | Helyezés |
| Versenyző    | Versenyszám | 1     | 2     | 3     | 4     | 5     | 6     | 7     | 8     | 9     | 10    | 11    | 12    | É     | Pontszám | Helyezés |
| ------------ | ----------- | ----- | ----- | ----- | ----- | ----- | ----- | ----- | ----- | ----- | ----- | ----- | ----- | ----- | -------- | -------- |
| Tapio Nirkko | Finn dingi  | 18    | 9     | 9     | 9     | 19    | 22    | 16    | 22    |       |       |       |       | -     | 102      | 18.      |

É - éremfutam